# Annie (ime)
Annie je žensko ime, deminutivni engleski oblik hrvatskog imena Ana.

## Poznate osobe
- Annie Chapman (oko 1841. – 1888.), druga žrtva londonskog serijskog ubojice Jacka Trbosjeka
- Annie Le Brun (rođena 1942.), francuska pjesnikinja
- Annie Lennox (rođena 1954.), škotska glazbenica
- Annie Feray Mutrie (1826. – 1893.), britanska slikarica
- E. Annie Proulx (rođena 1935.), američka spisateljica